# Hans Maur
Hans Maur (* 1932 oder 1933; † 2023) ist ein deutscher Historiker.
Nach einem Studium der Geschichte wurde er 1970 in Dresden zur Thematik Die politische Führungstätigkeit der Parteiorganisation der SED beim Aufbau des Kombinats „Schwarze Pumpe“ bis zum V. Parteitag der Sozialistischen Einheitspartei Deutschlands promoviert. Es folgte eine Tätigkeit als Abteilungsleiter Gedenkstätten der Arbeiterbewegung im Museum für Deutsche Geschichte in Ost-Berlin. In der DDR veröffentlichte er gemäß seinem Arbeitsgebiet zahlreiche Titel zur deutschen Arbeitergeschichte und zu antifaschistischen Mahn- und Gedenkstätten, auch Bibliographien.
Seit dem Eintritt in den Ruhestand widmet er sich der Ortsgeschichte von Berlin-Karow. Seine Forschungsergebnisse publiziert er in einer eigenen Schriftenreihe.

## Belege
1. 1 2  Bernd Wähner: Seit zehn Jahren gibt Hans Maur seine Hefte heraus, Berliner Woche, 13. April 2013.
2. ↑  DNB 481992766
3. ↑  Bernd Wähner: Geschichte: Historiker gibt sein dreißigstes Heft zu Karow heraus, Berliner Woche, 11. Juni 2015.

| Personendaten    | Personendaten        |
| ---------------- | -------------------- |
| NAME             | Maur, Hans           |
| KURZBESCHREIBUNG | deutscher Historiker |
| GEBURTSDATUM     | 1932 oder 1933       |
| STERBEDATUM      | 2023                 |